# باترفیلد ۸
باترفیلد ۸ (به انگلیسی: BUtterfield 8) فیلمی ۱۰۹ دقیقه‌ای به کارگردانی دانیل مان با بازی الیزابت تیلور محصول کشور ایالات متحده آمریکا است.